# Thecadactylus rapicauda
Thecadactylus rapicauda — вид геконоподібних ящірок родини Phyllodactylidae.

## Поширення
Вид поширений у Центральній та Південній Америці від Мексики до Бразилії. Трапляється також на Антильських островах.

## Опис
Ящірка завдовжки до 12 см. Забарвлення тіла від темно-сірого до темно-помаранчевого. Надміру розпухлий хвіст зберігає запаси жиру. Коли ящірка нервує, махає хвостом у боки. При нападі хижаків, ящірка жертвує хвостом, який згодом відростає.

## Спосіб життя
Ящірки ведуть нічний спосіб життя. Вони часто трапляється по стовбурах пальм на висоті 5–30 метрів.